# PlayStation Move

Logo PlayStation Move

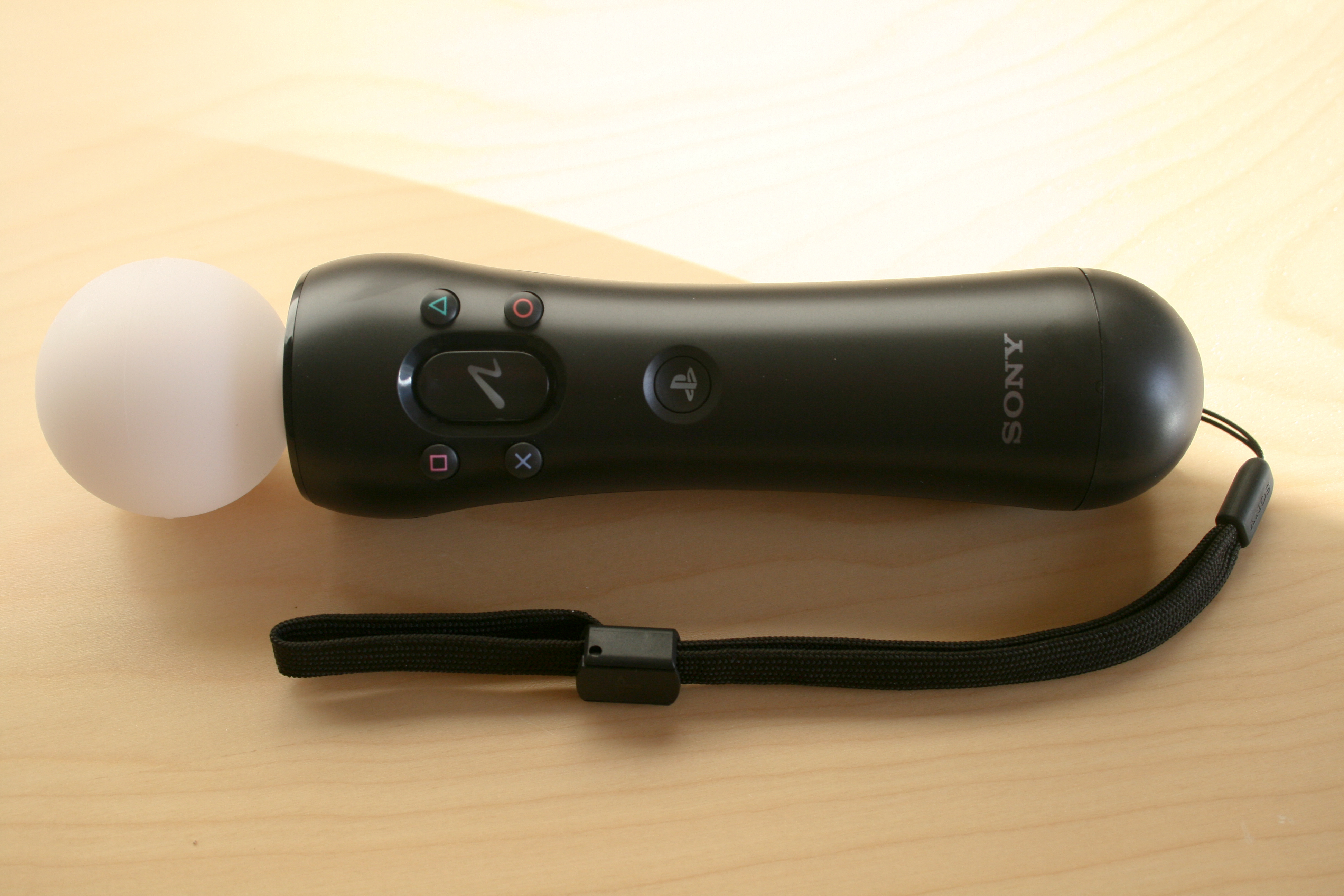
PlayStation Move Motion Controller

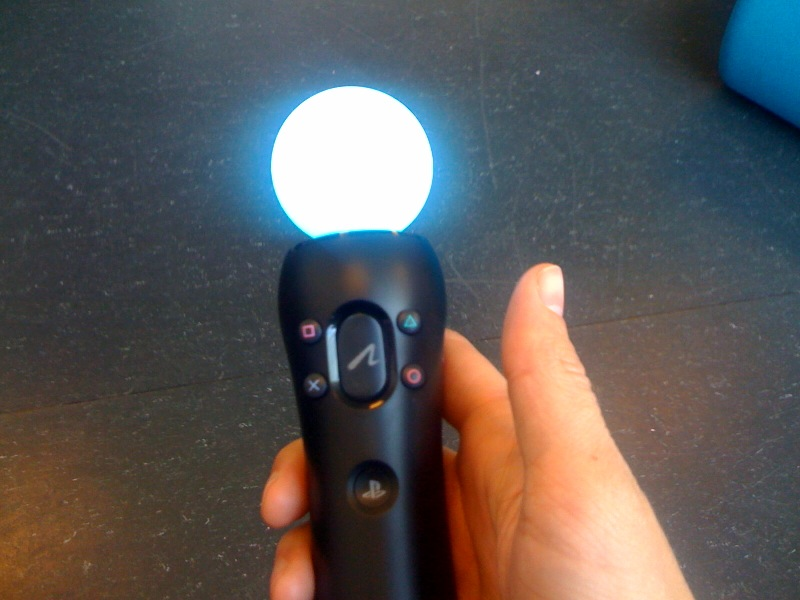
PlayStation Move Motion Controller

PlayStation Move – bezprzewodowy kontroler ruchu na PlayStation 3, PlayStation 4, a także PlayStation 5 od Sony Computer Entertainment, którego premiera odbyła się 15 września 2010 roku w Europie, 16 września w Australii, 17 września 2010 roku w Ameryce Północnej i 21 października 2010 roku w Japonii. Kontroler odwzorowuje czynności wykonywane przez użytkownika poprzez kamerę PlayStation Eye i przenosi je na ekran w jakości HDTV poprzez ruchy użytkownika, które mają bezpośredni wpływ na rozgrywkę.
PlayStation Move jest kompatybilny także z PlayStation 4 oraz PlayStation 5, które otrzymały nowsze i bardziej udoskonalone kamerki PlayStation Eye.

## Elementy PlayStation Move
Elementy PlayStation Move niezbędne do gry:
- Motion controller – tzw. "różdżka", która jest właściwym kontrolerem. W większości produkcji do sterowania potrzebna jest tylko jedna różdżka, wyjątkiem jest m.in. bijatyka The Fight: Lights Out.
- PlayStation Eye – kamera, montowana na telewizorze, bezpośrednio przed miejscem w którym użytkownik zamierza grać. Dzięki niej jest rejestrowane i wysyłane położenie Motion controller.

Dodatkowe akcesoria:
- Navigation Stick – kontroler pomocniczy (nie jest obowiązkowy w żadnej produkcji). Można zastąpić go kontrolerem DualShock.
- PlayStation Move Charger – stacja ładowania zarówno dla Motion controller, jak i Navigation Stick. Dzięki niej nie musimy podłączać kontrolerów do konsoli przez kabel USB.
- Playstation Move Motion Controller Gun – to urządzenie w kształcie pistoletu podłączane do kontrolera ruchu PlayStation Move. Zapewnia on dostęp do wszystkich potrzebnych podczas gry przycisków kontrolera ruchu. Jest przygotowany z myślą o produkcjach gier z gatunku FPS m.in. Killzone 3.
- PlayStation Move Racing Wheel - nakładka w kształcie kierownicy samochodu (oraz po rozłożeniu motocykla), korzystająca z PlayStation Move Motion Controller. Umożliwia bardziej precyzyjne sterowanie w grach wyścigowych. Oprócz posiadającego fabrycznie tę opcję Need for Speed: Most Wanted urządzenie jest kompatybilne także z Gran Turismo 5, MotorStorm Apocalypse, LittleBigPlanet Karting, Burnout: Paradise oraz Need for Speed: Hot Pursuit.

Sony wypuściło też tzw. PlayStation Move – zestaw startowy (PlayStation Move Starter Pack), w którym znajdują się: kontroler Move, PlayStation Eye i wersje demo gier takich jak np. Sports Champions.

## Lista gier
Lista gier wykorzystujących, lub z możliwością wykorzystania kontrolera PlayStation Move:
- Adidas miCoach
- Auditorium
- Beat Sketcher
- BioShock Infinite
- Brunswick Pro Bowling
- Buzz Ultimate Music Quiz
- Cabela’s Dangerous Hunts 2011
- Child of Eden
- Create
- Dance Dance Revolution
- DanceStar Party: Zostań gwiazdą tańca
- DanceStar Impreza
- de Blob 2
- Dead Space: Extraction (wraz z Dead Space 2 Limited Edition)
- Dungeon Hunter: Alliance
- EA SPORTS Grand Slam Tennis 2
- Echochrome II
- EyePet Move Edition (możliwość aktualizacji wersji zwykłej, poprzez PlayStation Store)
- FIFA 13
- FIFA 14
- Fighy
- Get Fit With Mel B
- Heavy Rain
- Infamous – Festiwal krwi
- John Daly's ProStroke Golf
- Just Dance 3
- Just Dance 4
- Just Dance 2014
- Just Dance 2018
- Just Dance Kids
- Just Dance Kids 2
- Kung Fu Rider
- Killzone 3
- Let's Dance with Mel B
- LittleBigPlanet 2
- London 2012: The Official Video Game of the Olympic Games
- MAG
- Michael Jackson: The Experience
- Mistrzostwa Nocnych Zawodników (połączenie gier Top Darts, Hustle Kings i High Velocity Bowling)
- Modern Combat: Domination
- Move Fitness
- NBA 2K11
- NBA 2K12
- Need for Speed: Most Wanted (PlayStation Move Racing Wheel)
- No More Heroes: Heroes’ Paradise
- Pain
- Planet Minigolf
- PlayRoom (tylko na PlayStation 4; darmowe)
- PlayStation Move Ape Escape
- PlayStation Move Heroes
- Portal 2
- Racquet Sports
- Rapala Pro Bass Fishing
- Resident Evil 5 Gold Edition
- Resistance 3
- R.U.S.E.
- Sackboy’s Prehistoric Moves
- SingStar Dance
- SOCOM: Polskie Siły Specjalne
- Sorcery: Świat Magii
- Sports Champions
- Sports Champions 2
- Swords & Soldiers
- Start The Party!
- The Shoot
- Tiger Woods PGA Tour 2011
- Time Crisis: Razing Storm
- The Fight: Lights Out
- The Sly Collection
- Top Spin 4
- Toy Story 3: The Video Game
- Tron Evolution: The Video Game
- Tumble
- TV Superstars
- UFC Personal Trainer
- Virtua Tennis 4
- Władca Pierścieni: Wyprawa Aragorna
- Wonderbook: Detektyw Diggs
- Wonderbook: Księga Czarów
- Wonderbook: Księga Eliksirów
- Wonderbook: Wędrówki z Dinozaurami
- Yoostar 2
- Zumba Fitness